# Atlaskäfer
Der Atlaskäfer (Chalcosoma atlas, ursprünglich als Scarabaeus atlas beschrieben), auch Dreihornkäfer genannt, ist eine Art aus der Unterfamilie der Riesenkäfer.

## Vorkommen
Die Art besiedelt die Wälder Südostasiens unterhalb von 1200 m ü. NN, insbesondere in Indonesien und Malaysia ist der Atlaskäfer verbreitet. Dabei überschneiden sich dessen Verbreitungsgebiete mit denen von anderen Vertretern der Gattung Chalcosoma – insbesondere mit Chalcosoma caucasus –, sodass es vereinzelt zu Hybriden kommt.

## Beschreibung
Der Atlaskäfer erreicht eine Körperlänge von 35–115 mm (gemessen mit Horn), wobei die Männchen größer als die Weibchen sind. Die Deckflügel sind glatt und weisen eine bräunlich-bronzene Färbung auf. Die Männchen besitzen im Gegensatz zu den Weibchen drei Hörner, wovon sich eines am Kopf (cephal) und zwei am Prothorax befinden. Das cephale Horn ist im Vergleich zu anderen Vertretern der Gattung Chalcosoma breiter und besitzt einen flachen, auffälligen Zahn. Die beiden Hörner am Prothorax krümmen sich leicht nach unten. Wie bei anderen Vertretern der Riesenkäfer üblich werden diese Hörner von den Männchen untereinander beim Kampf um Weibchen eingesetzt, um sich anschließend mit diesen zu paaren.
Bei den Männchen ist ein Dimorphismus beobachtbar: Zum einen treten Exemplare mit großem Körperbau (im Durchschnitt 65,0 mm Länge) und langen Hörnern (durchschnittlich 34,6 mm) auf, zum anderen lassen sich aber auch kleinere (durchschnittliche Körperlänge: 56,6 mm) Individuen mit kurzen Hörnern (durchschnittlich 15,4 mm) beobachten. Dies lässt auf unterschiedliche Paarungsstrategien der beiden Erscheinungsformen schließen.

## Lebensweise
Die Larven des Käfers entwickeln sich in totem Palmholz, wohingegen sich die adulten Tiere von Kokospalmenblüten und Zweigen des Kaffeestrauchs ernähren. Die Entwicklung des Käfers erfolgt über drei Larvenstadien.
Die Larve entspricht vom Typ denen der Engerlinge. Sie ist für ihr verhältnismäßig aggressives Verhalten bekannt, welches typisch für die Larven der Vertreter aus der Gattung Chalcosoma ist. Bei Berührung neigen die Larven dazu, sich durch Bisse mit den ausgeprägten Mandibeln zu wehren. Nach unbestätigten Berichten sollen die Larven Kannibalismus betreiben, wenn ein nicht ausreichendes Nahrungsangebot vorliegt.
Die Art ist Wirt für die parasitäre Dolchwespe Megascolia procer, welche den Käfer mittels eines Giftes lähmt.

## Historische Benennungen
Seinen Namen soll der Atlaskäfer wegen seiner riesenmäßigen Größe erhalten haben (siehe mythologische Figur Atlas). Im 18. Jahrhundert wurde der Atlaskäfer auch als dreyhörniger Brustschildkäfer oder von Swammerdam in seiner Bibel der Natur auch als fliegender Elephant bezeichnet.

## Bilder

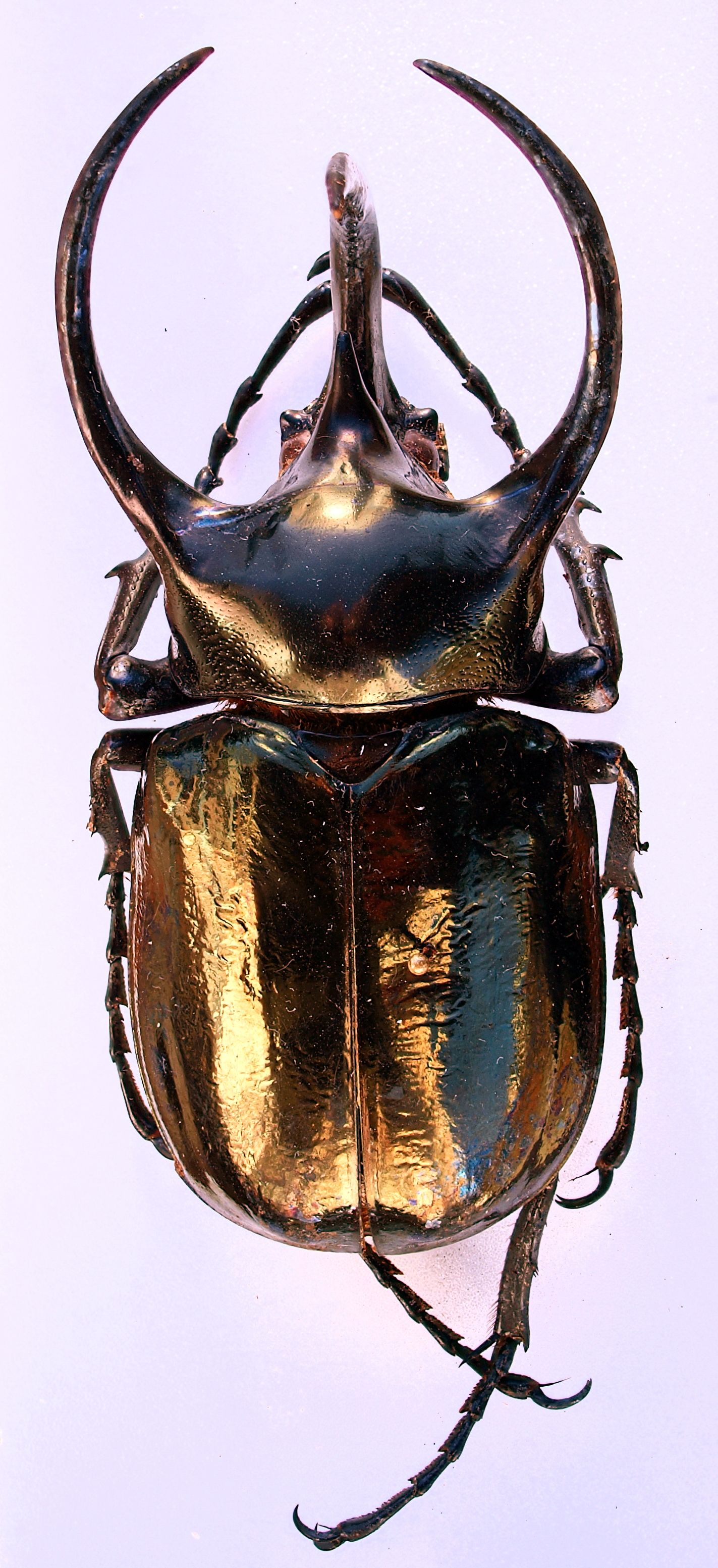
Nahaufnahme eines Atlaskäfers♂
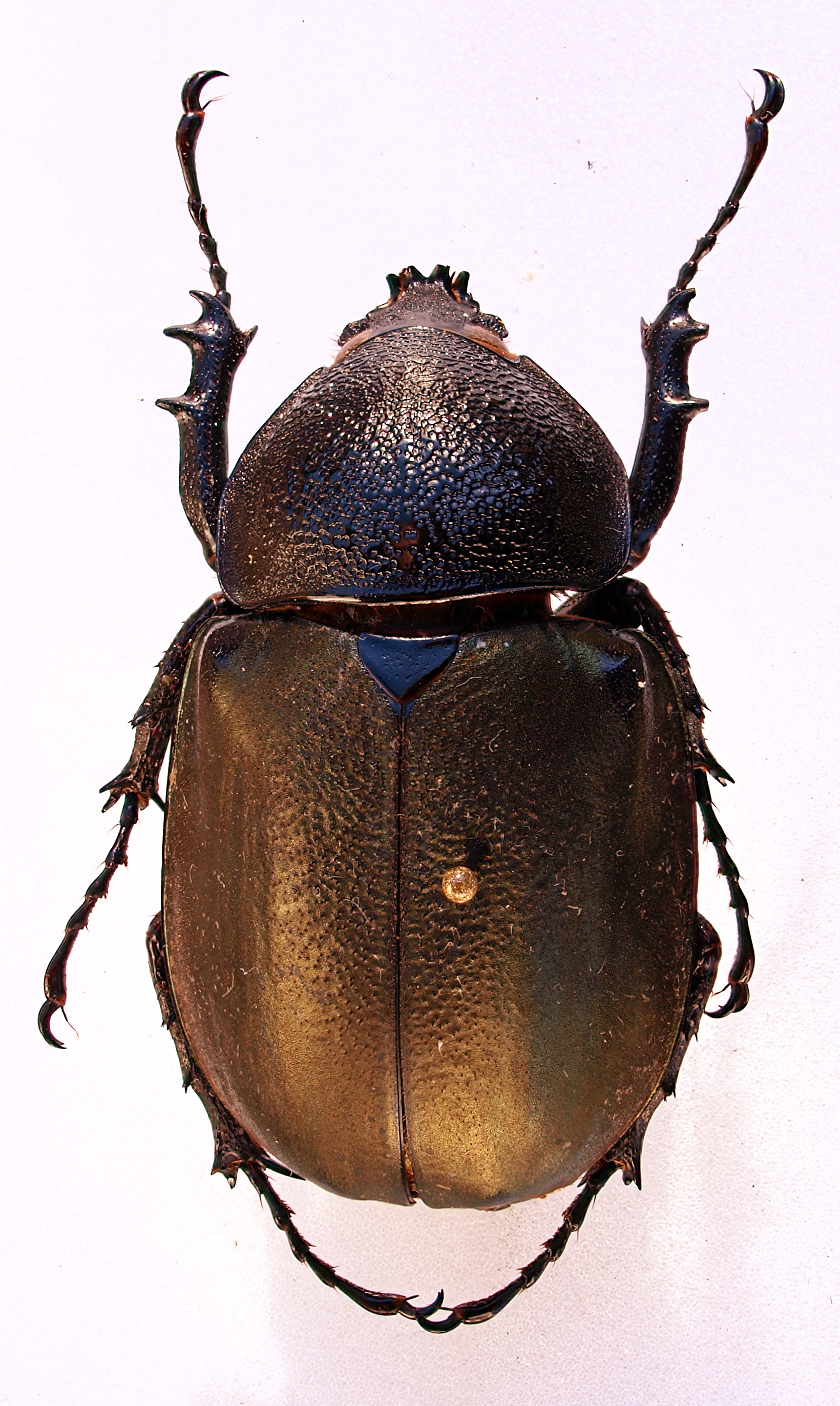
Nahaufnahme eines Atlaskäfers♀
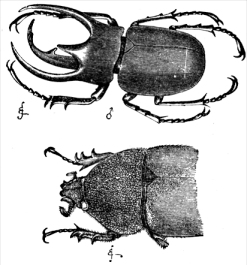
Wissenschaftliche Zeichnung des Atlaskäfers
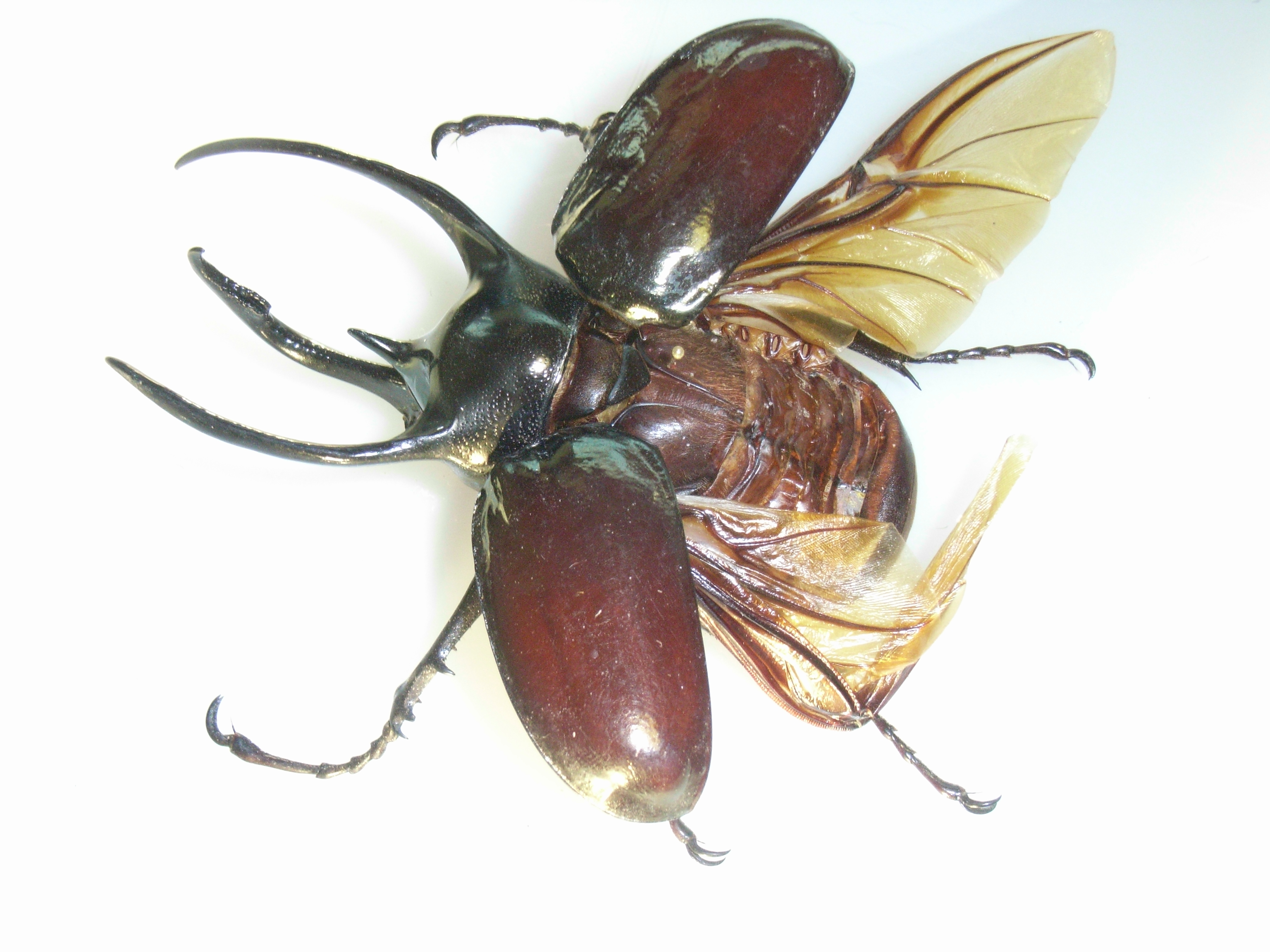
Flügel und Deckflügel eines Atlaskäfers♂
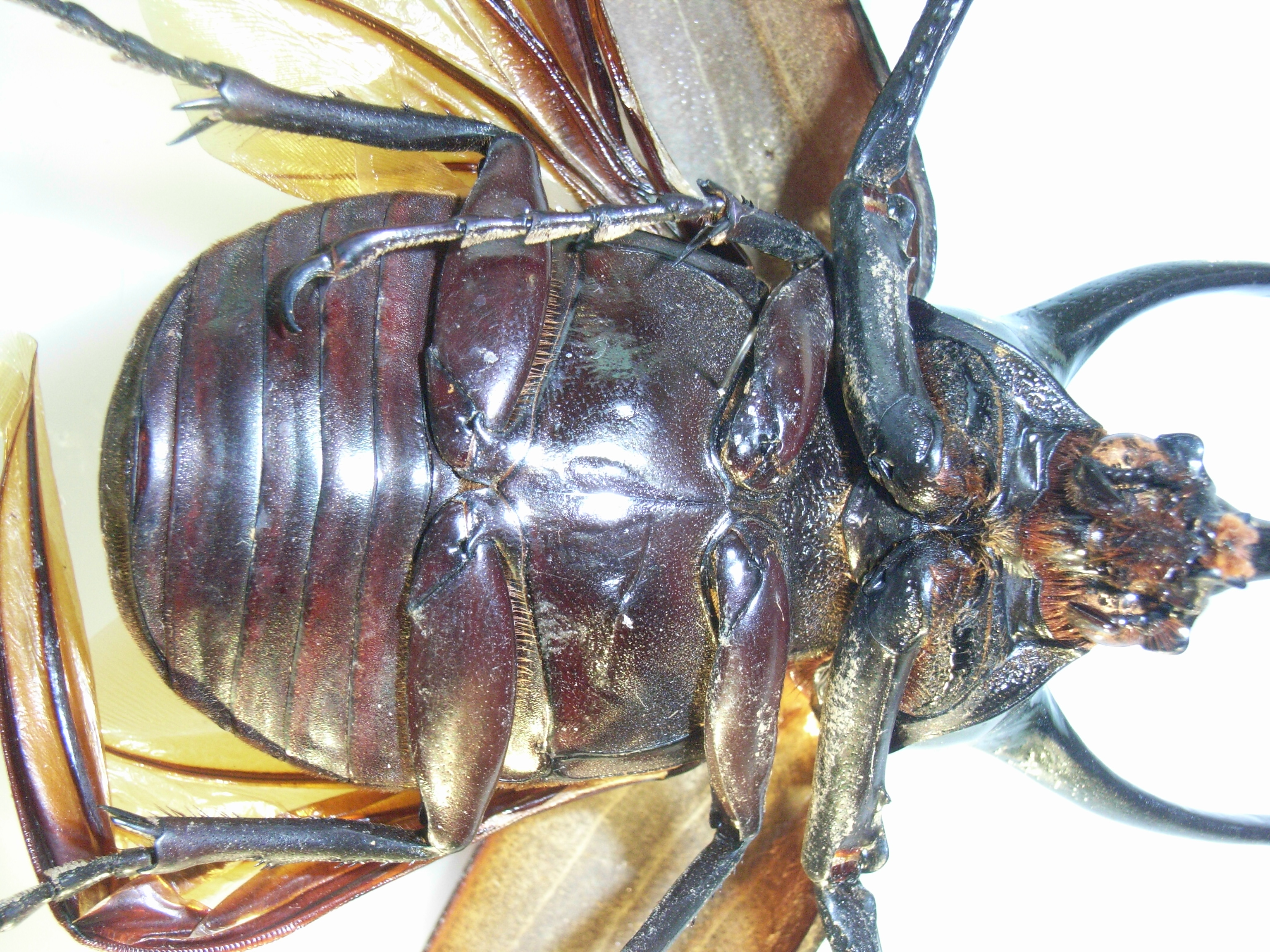
Unterseite eines Atlaskäfers♂
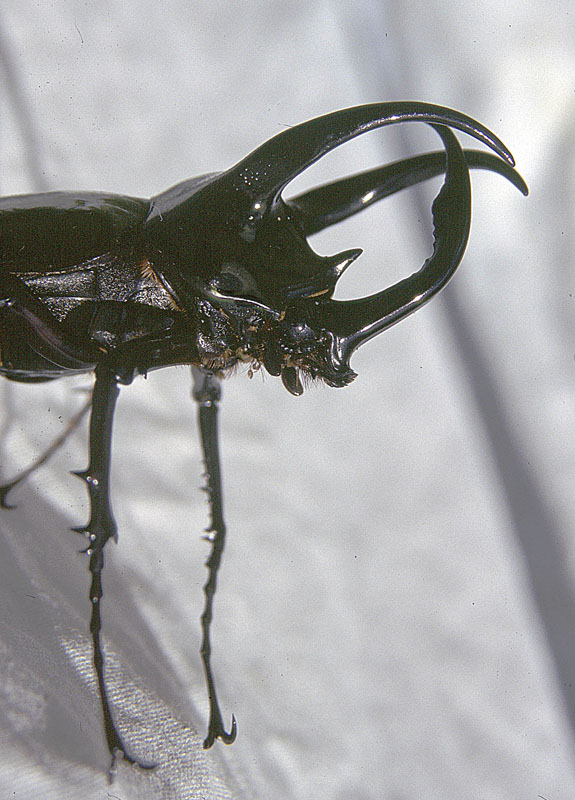
Seitenansicht auf Atlaskäfer♂ mit flachem Zahn am cephalen Horn
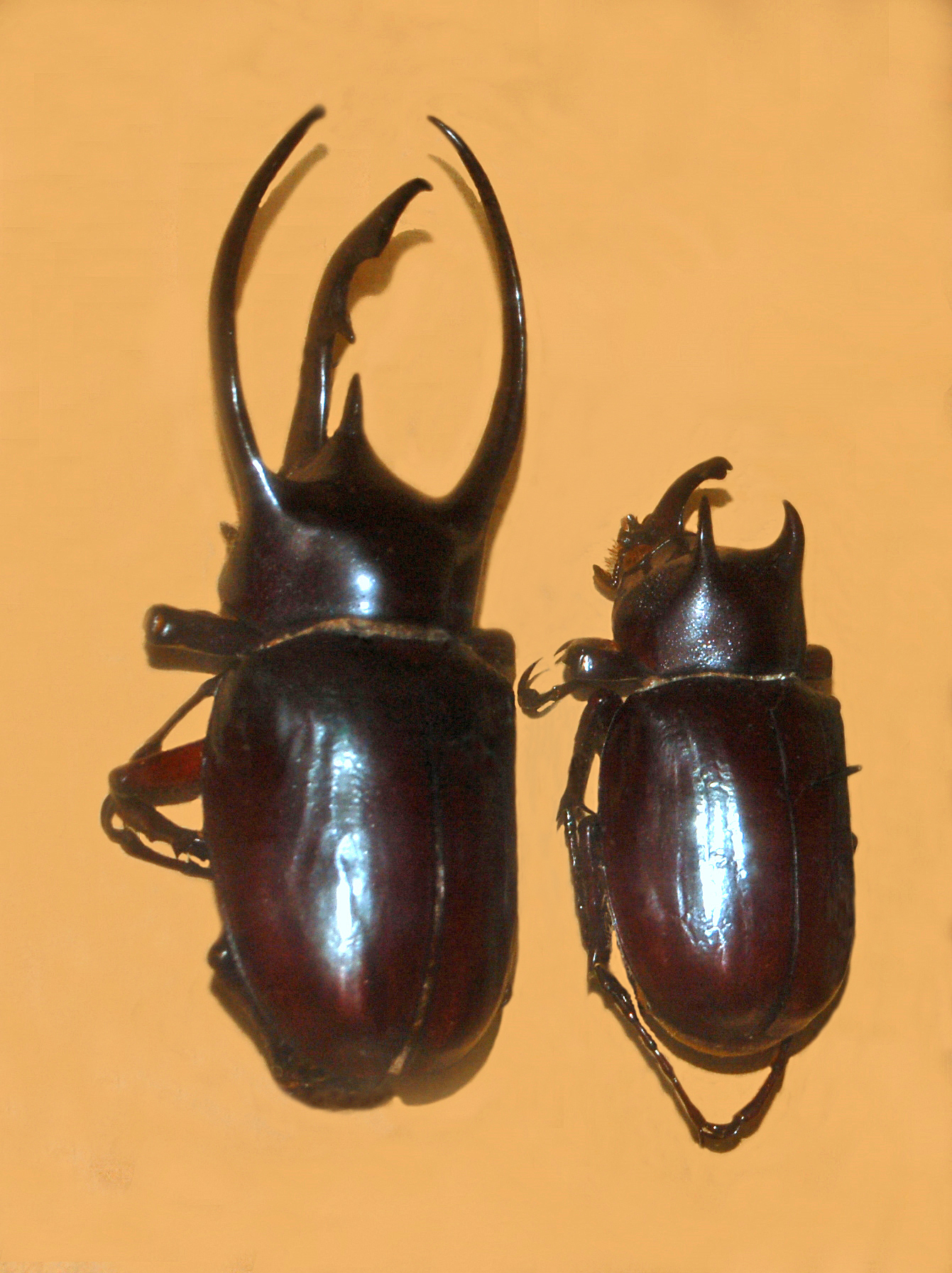
Dimorphismus bei männlichen Atlaskäfern